# Henry Percy, 3.º Conde de Northumberland
Henry Percy, 3.º Conde de Northumberland (Leconfield, 25 de julho de 1421 – Batalha de Towton, 29 de março de 1461) foi um barão inglês que combateu na guerra das Rosas.

## Biografia
Era filho de Henrique Percy (1394-1455), 2.º conde de Northumberland, e de Lady Eleanor Neville, filha de Ralph Neville (1.º conde de Westmorland). Apesar de ser sobrinho de Ricardo Neville, 5.º conde de Salisbury, e de Cecília Neville (portanto primo de Eduardo de York), lutou ao lado da casa de Lencastre durante a guerra das Rosas. Combateu na batalha de Wakefield (1460) e comandou, alguns meses mais tarde, a ala direita dos Lencastre durante a batalha de Towton, onde foi morto.
Casou com Leonor Poynings (1422-1483/4) em 1435, e fruto dessa união nasceram quatro filhas e um filho, Henrique.
- Henry Percy, 4.º Conde de Northumberland (c. 1449 - 28 de abril de 1489), que se casou com Maud Herbert, filha do primeiro Conde de Pembroke.
- Margaret Percy (n. C. 1447), que se casou com Sir William Gascoigne, Possíveis ancestrais de notavelmente Catherine Middleton.
- Elizabeth Percy (1460–1512), que se casou com Henry Scrope, 6.º Barão Scrope de Bolton.
- Anne Percy (1444–1522), que se casou com Sir Thomas Hungerford em 1460.
- Eleanor Percy (1455-c. 1477), que se casou com Thomas West, 8.º Barão De La Warr;  eles não tinham filhos.